# Herguijuela del Campo
Herguijuela del Campo es un municipio y localidad española de la provincia de Salamanca, en la comunidad autónoma de Castilla y León. Se integra dentro de la comarca de Guijuelo, la subcomarca de Entresierras (Alto Alagón) y la microcomarca de Las Bardas.
Su término municipal está formado por las localidades de Alberguería, Herguijuela y Santo Domingo, ocupa una superficie total de 25,69 km² y según los datos demográficos recogidos en el padrón municipal elaborado por el INE en el año 2017, cuenta con 82 habitantes.
Sus fiestas locales son el 2 de febrero y el 14 de junio.

## Etimología
Su origen está en el latín "ecclēsĭŏla, diminutivo de "ecclēsĭa", es decir, "iglesita". Se registra metátesis del grupo consonántico -cl- > -gr-, y palatalización de la "s". Es interesante remitir a la tesis expuesta por Juan Flores, para quien en este tipo toponímico puede estarse aludiendo a las pequeñas iglesias y oratorios de época paleocristiana y visigótica.
La segunda parte del sintagma no remite al actual valor predominante 'zona rural', que sería poco justificable en un contexto donde todo es rural; ha de entenderse más bien en el sentido, plenamente comprobado, de 'área desarbolada'. Son muy abundantes las localidades salmantinas que llevan el nombre de Campo o Campillo. En la mayoría se hace transparente el matiz semántico alusivo a ‘zona rasa y sin árboles’. El topónimo se adapta por ello bien a los ruedos pelados que marcan la huella ecológica de las pequeñas ciudades. El Campo de Ledesma ocupa una zona notoriamente desarbolada a poniente de la villa. Era famoso el Cazadero del Campo, descampado con mucha liebre, cerca de El Campo de Ledesma, mencionado ya por Madoz. El Campo de Salamanca es comarca que en tiempos de Madoz correspondía a los descampados sin árboles situados al sur de la ciudad: “se titula así lo de la izq. del Tormes”. 
En el caso de Herguijuela, la referencia a El Campo, según Madoz, alude a un “territorio que comprende varios pueblos en la provincia de Salamanca, partido de Sequeros”, en el área comprendida entre la Sierra Mayor y la Menor. La correspondiente subcomarca recibirá tal nombre por ofrecer contraste por su paisaje de labrantíos y eriales con el entorno arbolado, de montes y dehesas.

## Historia

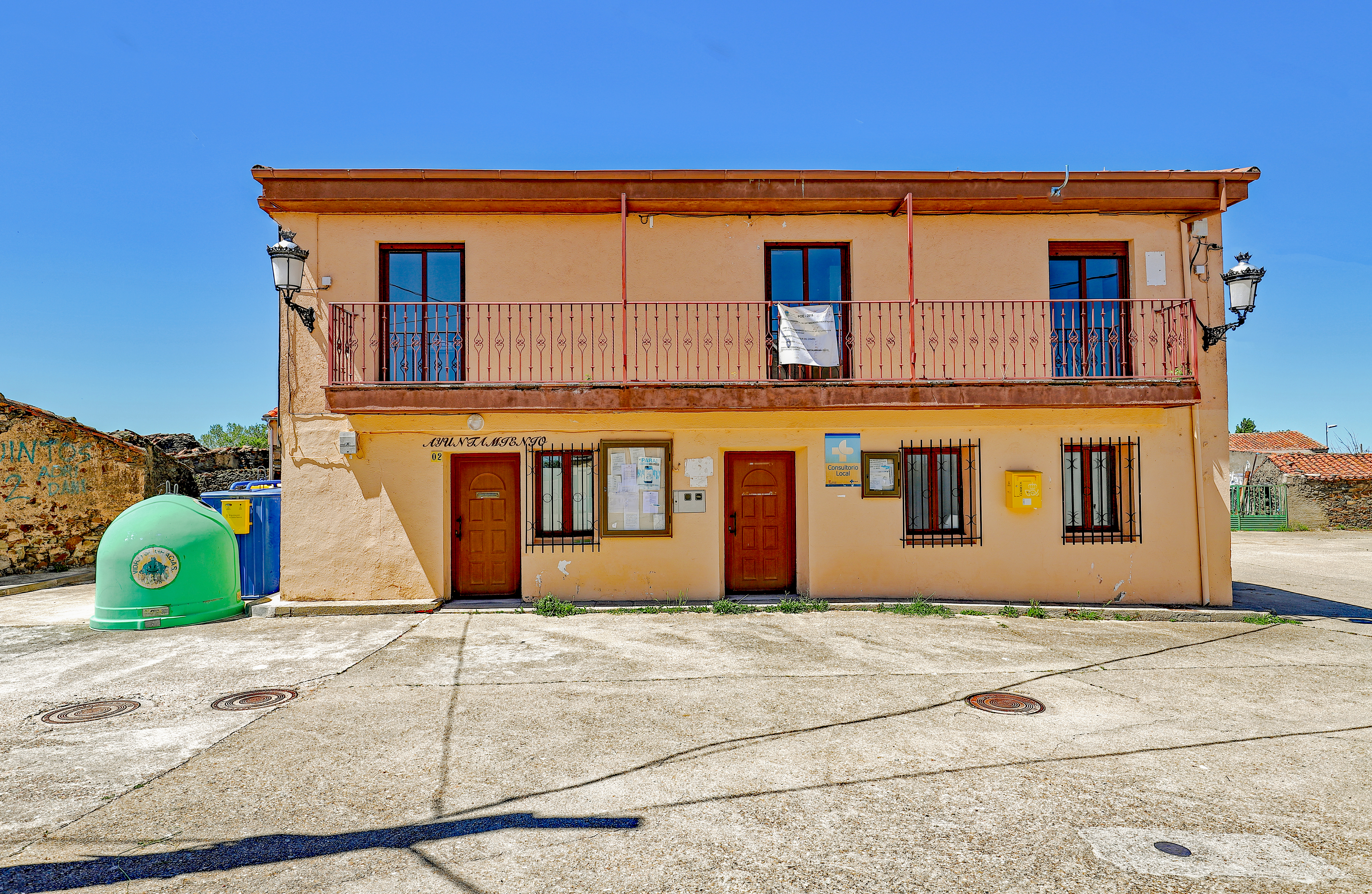
Ayuntamiento.

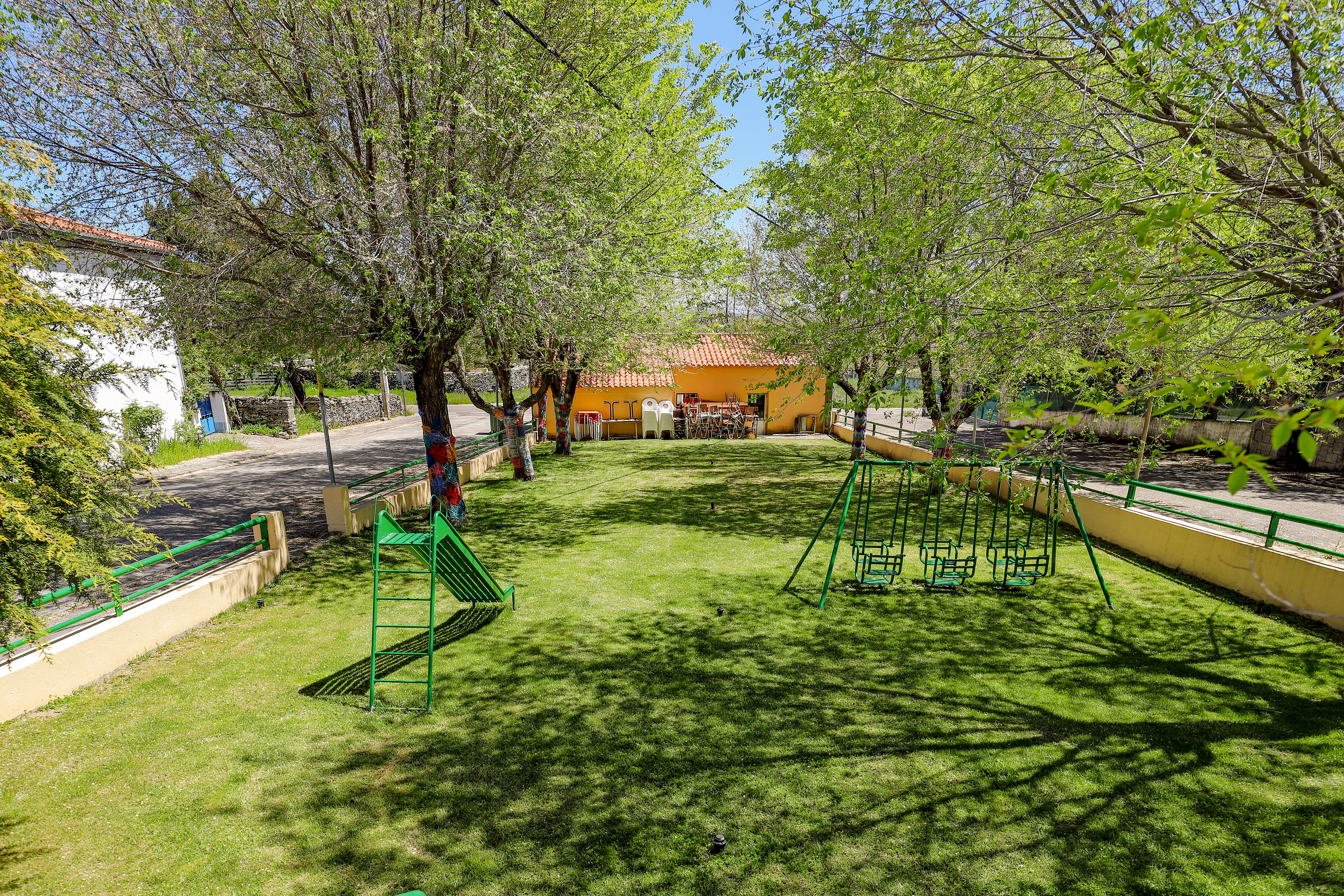
Parque.

La fundación de Herguijuela del Campo se remonta al siglo XIV, quedando entonces integrado en el cuarto de Peña del Rey de la jurisdicción de Salamanca, dentro del Reino de León, denominándose entonces "El Erguixuela". Con la creación de las actuales provincias en 1833, Herguijuela del Campo quedó integrado en la provincia de Salamanca, dentro de la Región Leonesa. En la década de 1920 cambió la denominación de Herguijuela de la Sierpe por la de Herguijuela del Campo que posee en la actualidad.

## Geografía humana

### Demografía
Cuenta con una población de 62 habitantes (INE 2024).
| Gráfica de evolución demográfica de Herguijuela del Campo entre 1842 y 2021 |
| |
| Población de derecho según los censos de población del INE Población de hecho según los censos de población del INEEn estos censos se denominaba Herguijuela de la Sierpe: 1842, 1857, 1860, 1877, 1887, 1897, 1900, 1910 y 1920 Entre el censo de 1857 y el anterior, crece el término del municipio porque incorpora a 375000 (Alquería de Herguijuela) |

Según el Instituto Nacional de Estadística, Herguijuela del Campo tenía, a 31 de diciembre de 2018, una población total de 83 habitantes, de los cuales 40 eran hombres y 43 mujeres. Respecto al año 2000, el censo refleja 124 habitantes, de los cuales 57 eran hombres y 67 mujeres. Por lo tanto, la pérdida de población en el municipio para el periodo 2000-2018 ha sido de 41 habitantes, un 33% de descenso.
El municipio se divide en tres núcleos de población. De los 83 habitantes que poseía el municipio en 2018, Herguijuela del Campo contaba con 44, de los cuales 21 eran hombres y 23 mujeres, Santo Domingo de Herguijuela con 30, de los cuales 14 eran hombres y 16 mujeres, y Alberguería de Herguijuela con 9, de los cuales 5 eran hombres y 4 mujeres.

## Administración y política
| Partido político                         | 2019  | 2019  | 2019       | 2015  | 2015  | 2015       | 2011  | 2011  | 2011       | 2007  | 2007  | 2007       | 2003  | 2003  | 2003       |
| Partido político                         | %     | Votos | Concejales | %     | Votos | Concejales | %     | Votos | Concejales | %     | Votos | Concejales | %     | Votos | Concejales |
| Ciudadanos (Cs)                          | 69,35 | 43    | 3          | 64,20 | 52    | 3          | —     | —     | —          | —     | —     | —          | —     | —     | —          |
| Partido Popular (PP)                     | 24,19 | 15    | 0          | 30,86 | 25    | 0          | 76,00 | 57    | 4          | 72,73 | 56    | 4          | 66,67 | 62    | 4          |
| Partido Socialista Obrero Español (PSOE) | 31,43 | 22    | 1          | —     | —     | —          | 28,00 | 21    | 1          | 28,57 | 22    | 1          | 29,03 | 27    | 1          |